# ジェイソン・スミス (アメリカンフットボール)
ジェイソン・スミス（Jason Smith 1986年4月30日- ）はテキサス州ダラス出身のアメリカンフットボール選手。現在フリーエージェント。ポジションはオフェンシブラインマン。ニックネームはJ. Smooth。

## 経歴
彼はダラス北西部の麻薬密売人やギャングなどが住む地区で祖母や母親に育てられた。彼の育った場所からわずか2マイルほどのところには全米でも裕福な地区といえるハイランド・パーク（マシュー・スタッフォードがここで育った。）があった。
高校2年の時から地元で注目されたオフェンシブラインマンであったが高校3年時にタイトエンドにコンバートされて7回のキャッチで101ヤード、1タッチダウンをあげた。奨学金のオファーはあまりなく彼に興味を持ったのはビッグ12カンファレンスのドアマットチームであるベイラー大学とヒューストン大学だけであり、彼はベイラー大学からオファーを受けたその日に進学を決めた。
1年次の2005年にはタイトエンドとして8試合の先発出場を含む11試合に出場、6回のキャッチで70ヤードを獲得、1タッチダウンをあげた。2年次の2006年にライトタックルにコンバートされ12試合に先発出場を果たした。3年次の2007年にはひざの故障に悩まされたもののレフトタックルとして7試合先発出場した。4年次の2008年にはオールアメリカンやビッグ12カンファレンスのオールスターに選ばれる活躍を見せ、また大学のMVPにも選ばれた。
2009年のNFLドラフトコンバイン では40ヤードダッシュで5.09秒、ベンチプレスで33回、3コーンドリルで7秒53、ワンダーリックテストでは23の成績であった。
同年のドラフトではユージン・モンロー、アンドレ・スミス、マイケル・オアーと共に期待されたオフェンシブラインマンの1人でありマシュー・スタッフォードに次いで全体2位、オフェンシブラインマンとしては最初に指名された。ベイラー大学からドラフト1巡指名を受けたのは1996年のダリル・ガーデナー以来のことであった。7月30日に6年間3,300万ドル（インセンティブを含むと最大6,100万ドル）の契約を結んだ。ラムズではこの年解雇されたプロボウルに7回選出されたことのあるオーランド・ペースの代役を期待された が11月22日のアリゾナ・カージナルスとの試合で深刻な脳震盪を起こし、先発5試合を含む8試合の出場にとどまった。
2010年6月のミニキャンプでつま先を痛め、疲労骨折したことが明らかになった。またこの年入団した新人のロジャー・サフォードにレフトタックルのポジションを奪われ、ライトタックルでプレーしている。
2011年、脳震盪と首の負傷のため、11月に故障者リスト入りし、6試合の出場に終わった。
2012年4月、契約の見直しを行い、2012年の年俸を1000万ドルから400万ドルに減らすことにチームと合意した。同年8月27日、ウェイン・ハンターとのトレードでニューヨーク・ジェッツに移籍した。この年、全16試合に出場したが一度も先発出場することはなかった。
2013年2月19日、ジェッツから解雇された。同年4月11日、ニューオーリンズ・セインツと1年契約を結んだが、8月19日に解雇され、8月23日にジェッツと契約したが、8月31日の最終ロースターカットで解雇された。

## 人物
2009年のドラフト指名直前に行われたイベントで人生で一番大切なことは「親の話に耳を傾けること」と述べている。